# Torpa herrgård
Torpa herrgård är en tidigare herrgård i Ljungarums socken, numera i stadsdelen Torpa i Jönköpings kommun
Mangårdsbyggnaden kan härröra från slutet av 1700-talet. Den beboddes från början av 1800-talet till 1829 av hovrättsrådet Thor August Odencrantz. Odencrantz byggde 1812 antingen på en våning, eller ersatte den med en ny byggnad. Utseendet inspirerades av engelsk arkitektur.
I början av 1900-talet styckades marken av för villatomter. Fastigheten ägdes 1938–1978 av Jönköpings kommun och övertogs därefter av Lewi Petrusstiftelsen.
Byggnaden är på 8.000 kvadratmeter och innehåller elva lägenheter. Den ägs sedan 2009 av Bostadsrättsföreningen Torpa herrgård.

## Historik
Torpa var på medeltiden en by i Ljungarums socken strax sydsydväst om Jönköpings stad, som fram till 1612 låg vid södra stranden av Vättern väster om Hamnkanalen. Vid slutet av 1600-talet kan Torpa ha bestått av sju bebyggelseenheter. Området norr om byn utnyttjades för åkrar och ängar, som användes av stadens borgare. Under 1700-talet upplöstes bybildningen genom att intressenter i staden köpte jord i Torpas tegskiften. 
Under 1900-talets första decennium avstyckades tomter för småhusbebyggelse från Torpa herrgård. År 1910 införlivades Ljungarums socken i Jönköpings stad, som 1912 upprättade en stadsplan för området söder om Kungsgatan. Denna innefattade också delar av det inkorporerade Ljungarum, vilket innebar att Torpa villastad utvecklade sig under kontroll av stadens myndigheter, från 1913 efter en stadsplan av Per Olof Hallman.